# N.Technology
N.Technology (ранее — Nordauto) — итальянская автогоночная организация, известная как одно из подразделений марки Alfa Romeo.

## Общая информация
Проект Nordauto был создан группой компаний FIAT для управления своей автоспортивной деятельностью. В 2001 организация сменила название на N.Technology.
Nordauto длительное время работала над адаптацией различных моделей Alfa Romeo к требованиям итальянского и европейского туринговых чемпионатов. Деятельность проходила весьма успешно: заводские пилоты организации пять раз становились лучшими в национальном первенстве и ещё семь раз побеждали в чемпионате Европы. Во второй половине 2000-х проект пробовал участвовать в чемпионате мира, но быстро не добившись успеха сначала потерял заводскую поддержку FIAT, а после недолгих попыток адаптировать под регламент чемпионата одну из моделей марки Honda покинул чемпионат.
В середине 2000-х N.Technology работала над созданием болида Fiat Punto под регламент раллийного первенства IRC и уже в дебютный год смогла выиграть и личный и командный титул. В дальнейшем автомобиль утратил свои лидирующие позиции в серии, FIAT постепенно закрыл свою заводскую программу, а после сезона 2011 года от Fiat Punto отказались и последние частные команды.
В 2007 году N.Technology работала с организаторами серии IFM, подготовив для них новое поколение техники. Спустя три года итальянцы пробовали использовать накопленный опыт для создания собственной команды в Формуле-1, но изменившийся в последний момент финансовый регламент заставил их отозвать свою заявку.
В 2010 году N.Technology подготовила автомобиль Porsche Panamera под требования итальянского первенства Superstars Series. Усилиями Фабрицио Джованарди было выиграно четыре из шести гонок в которых команда принимала участие, но дальнейшего развития проект не получил.